# Ommatius gracilis
Ommatius gracilis là một loài ruồi trong họ Asilidae. Ommatius gracilis được Walker miêu tả năm 1857. Loài này phân bố ở miền Ấn Độ - Mã Lai.